# Ancylopsetta dilecta
Ancylopsetta dilecta är en fiskart som först beskrevs av Goode och Bean, 1883.  Ancylopsetta dilecta ingår i släktet Ancylopsetta och familjen Paralichthyidae. Inga underarter finns listade i Catalogue of Life.

## Bildgalleri

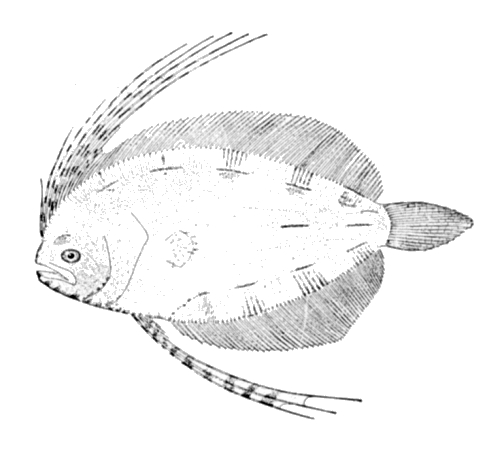
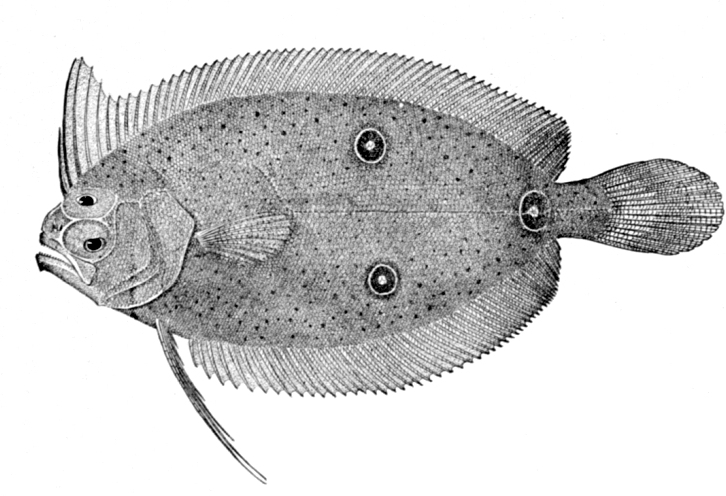